# Carpe diem

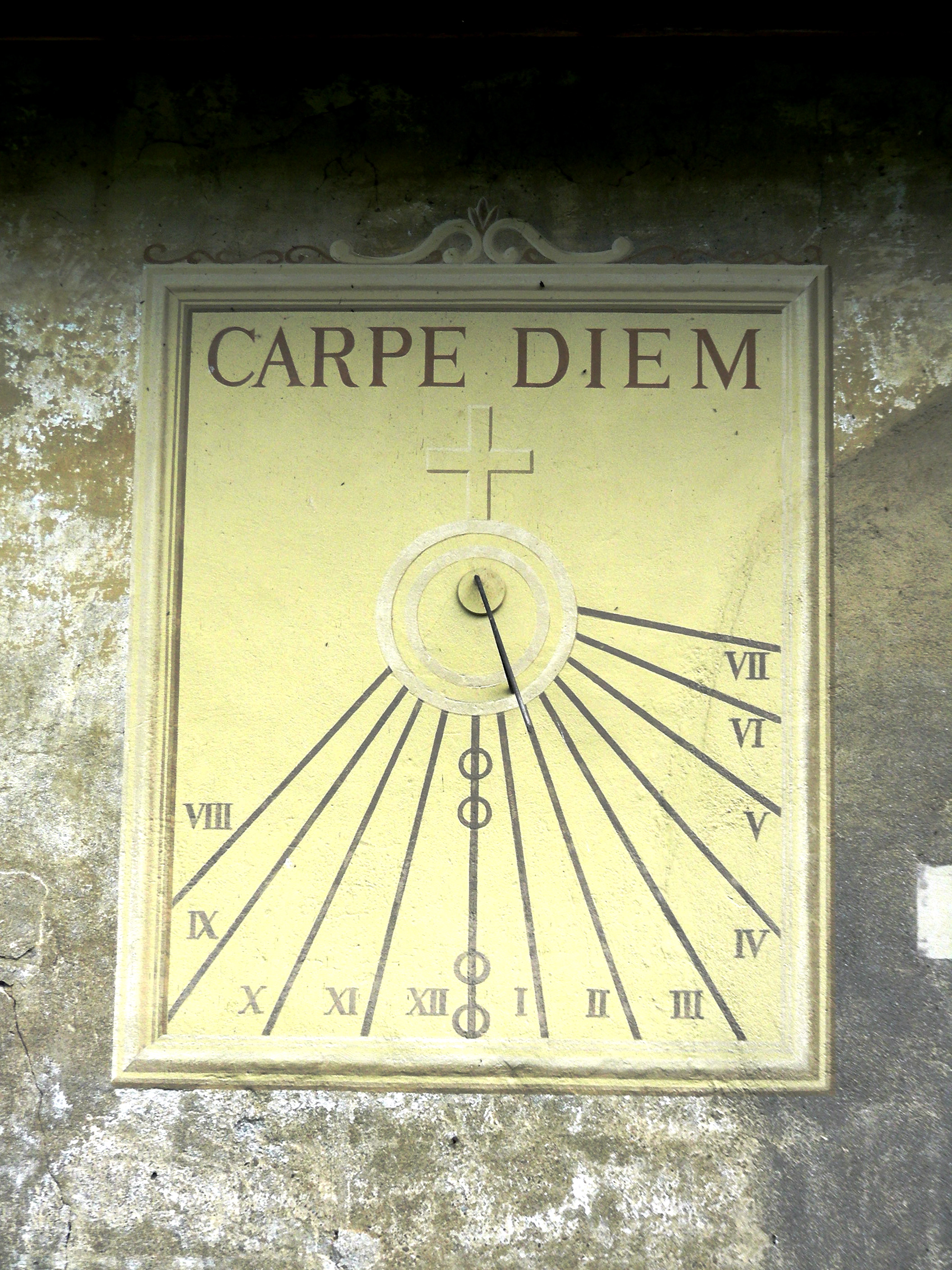
Carpe diem

Carpe diem es una locución latina, concebida por el poeta romano Horacio (65-8 a. C.) en su libro Odas (I, 11), cuya traducción literal es 'aprovecha el día' o 'cosecha el día', en el sentido de aprovechar el tiempo y no malgastarlo.
El adagio latino podría equivaler a oraciones en español como «no dejes para mañana lo que puedas hacer hoy» o «vive cada momento de tu vida como si fuese el último». Es un tópico literario, o tema recurrente, en la literatura universal como exhortación a no dejar pasar el tiempo que se nos ha brindado y a disfrutar los placeres de la vida dejando a un lado el futuro, que es incierto. Cobra especial importancia en el Renacimiento, en el Barroco y en el Romanticismo.
Este tema respecto a las diferentes épocas literarias ha ido variando en la forma de entenderlo. Durante el periodo de la Edad Media era entendido como: «vive el momento porque vas a morir pronto». Posteriormente durante el Renacimiento, los ideales de belleza y perfección hicieron entenderlo de la siguiente forma: «vive el momento porque vas a envejecer pronto». Finalmente en la época barroca este tema se volvió a interpretar de la misma forma que en la medieval, pero con bastante más intensidad en cuanto a la muerte.